# Öffentlicher Personennahverkehr in Pezinok

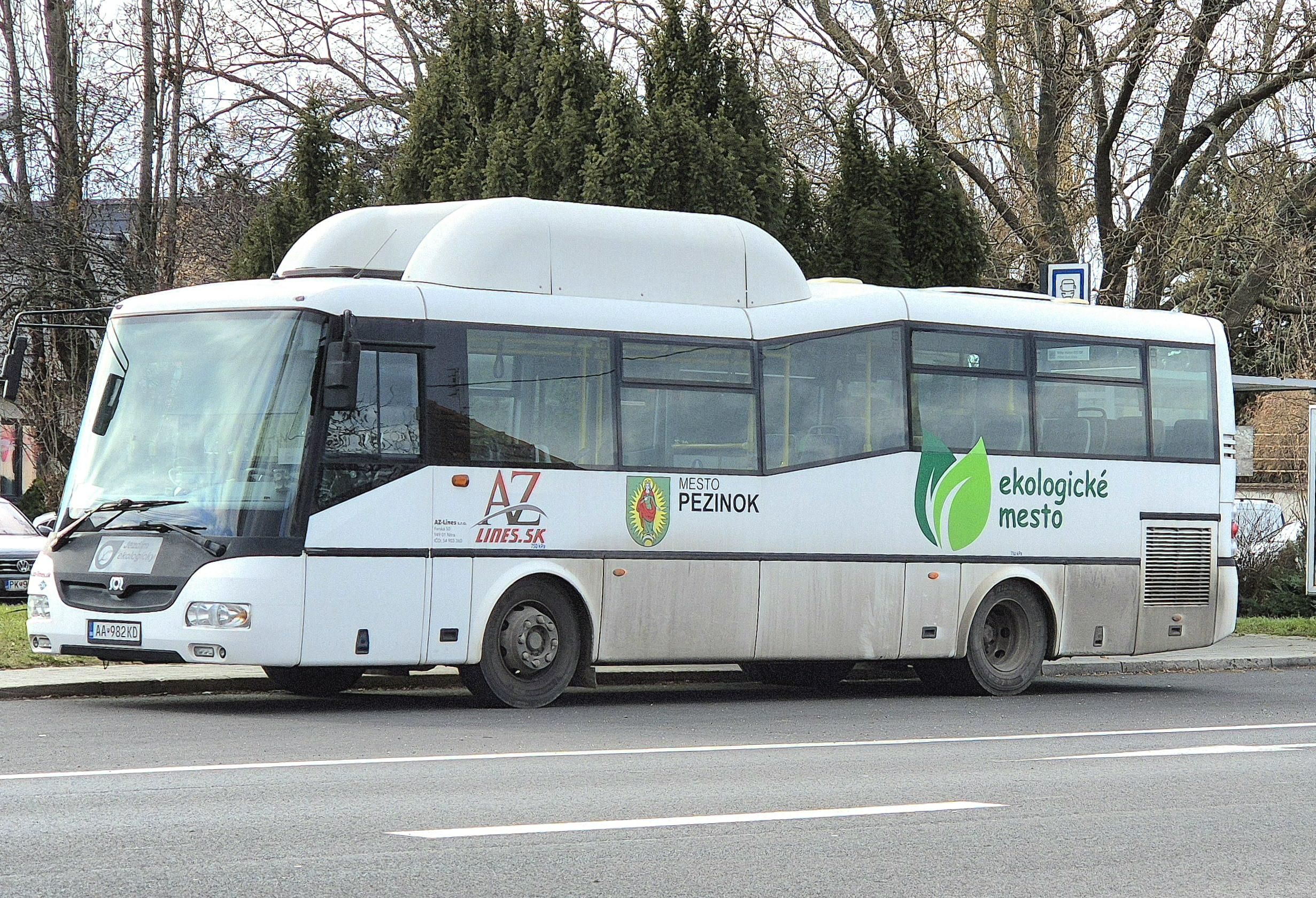
Der Bus der MAD Pezinok an der Bushaltestelle Jesenského im Januar 2025 geparkt

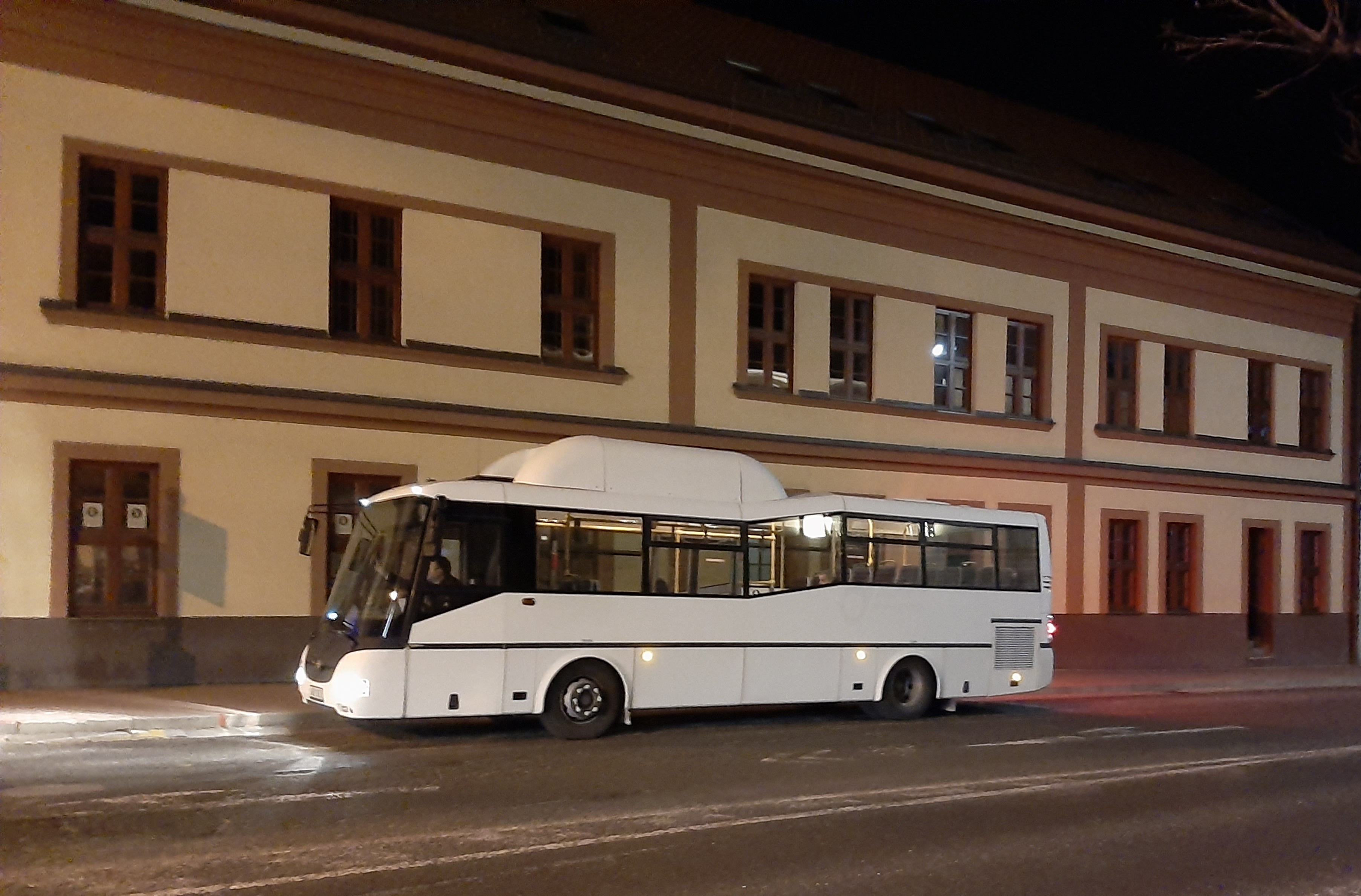
Buslinie 1 am Gleis A der Haltestelle Radničné námestie in der Holubyho-Straße im Januar 2024

Der Öffentliche Personennahverkehr in Pezinok (slowakisch Mestská hromadná doprava v Pezinku, kurz MHD Pezinok) oder der Stadtbusverkehr in Pezinok (slowakisch Autobusová mestská doprava oder Mestská autobusová doprava v Pezinku, kurz MAD Pezinok) ist ein Liniennetz des Stadtbusverkehrs der slowakischen Bezirksstadt Pezinok.
Der öffentliche Personennahverkehr (ÖPNV) wird seit dem 8. Januar 2024 einheitlich von AZ-Lines angeboten.
Seit Januar 2024 verkehren die Busse zusätzlich zur Arbeitswoche auch an Wochenenden und Feiertagen. Sie bedienen insgesamt 24 Haltestellen.

## Geschichte
Der ÖPNV in Pezinok wurde im Dezember 2005 unerwartet eingestellt und später durch Regionalbusse des Busunternehmers SAD Bratislava, später Slovak Lines, ersetzt.
Bis zum 14. November 2021 fuhr die Regionallinie 522 nach Pezinok. Nach dem Wechsel des Regionalverkehrsunternehmens in der Selbstverwaltungsregion Bratislava bestellte die Stadt die Dienste von Slovak Lines Express, a. s.
Bis Januar 2024 verkehrten nur die Busse der Linie 5 vom Bahnhof Pezinok, durch die Wohnsiedlungen Sever und Cajla zum Philippe Pinel Psychiatrisches Krankenhaus in beiden Richtungen, jedoch nur zu den Hauptverkehrszeiten an Werktagen von etwa 5:10 bis 9:00 Uhr und von 13:00 bis 18:45 Uhr.

## Linien
(Quelle: Stadt Pezinok)
Im April 2023 begann die Stadt Pezinok mit den Vorbereitungen für ein neues öffentliches Personennahverkehrsmodell, das sie bis 1. Januar 2024 einführen wollte, einschließlich der Erweiterung der Linienzahl auf vier. Anfang Juni 2023 kündigte die Stadt eine zweite Runde vorbereitender Marktkonsultationen an und änderte dabei einige Anforderungen. Die vorgeschlagenen Strecken einiger Linien wurden angepasst und das erwartete jährliche Leistungsvolumen auf 112.000 km reduziert. Die Linien sollten innerhalb des IDS BK mit den Nummern 522, 523 und 524 gekennzeichnet sein.
Am 21. Dezember 2023 wurden offiziell Informationen zur Inbetriebnahme von drei neuen Linien und zur Schaffung neuer Haltestellen, insgesamt 24, veröffentlicht. Der neue Dienstleister musste den Betrieb der ursprünglichen Linie Anfang Januar 2024 aufnehmen, da der Vertrag der bisherigen Busunternehmer ausgelaufen war. Seit Januar 2025 sind drei neue Haltestellen hinzugekommen – "Kutuzovova", "Panský chodník-Dona Sandtnera" und "Okružná LIDL". Linienrouten zwischen Haltestellen "Nemocnica" und "Železničná stanica", die Linien zum "Sídlisko Muškát" und die Linien zum Kučišdorf wurden angepasst und 16 mal am Tag bedient. Die Ringlinie durch Majakovského und Sídlisko Juh wird in einen kleinen (aktuellen) und einen großen Ring (durch die neue Haltestelle "Okružná LIDL") aufgeteilt.
Liste der MAD Pezinok-Linien (gültig ab 1. Januar 2025):
A Linie 1: Železničná stanica (Bahnhof) – Radničné námestie (Rathausplatz) – Trhovisko (Markt) – ZŠ Kupeckého (Grundschule Kupeckého) – Suvorovova – Sídlisko Sever (Wohnsiedlung Sever) – L. Novomeského – Dr. Bokesa – Cintorín Cajla (Friedhof Cajla) – Zumberg – Nemocnica (Krankenhaus) (Original-Linie)
A Linie 11: Nemocnica (Krankenhaus) – Zumberg – Cintorín Cajla (Friedhof Cajla) – Dr. Bokesa – L. Novomeského – Sídlisko Sever – Suvorovova – ZŠ Kupeckého (Grundschule Kupeckého) – Trhovisko (Markt) – Radničné námestie (Rathausplatz) – Železničná stanica (Bahnhof) (Original-Linie)
B Linie 2: Železničná stanica (Bahnhof) – Radničné námestie (Rathausplatz) – Trnavská – Šenkvická – Sídlisko Muškát (Wohnsiedlung Muškát) – Gen. Pekníka – Amfiteáter (Amphitheater) – L. Novomeského – Dr. Bokesa – Cintorín Cajla (Friedhof Cajla) – Zumberg – Nemocnica (Krankenhaus)
B Linie 22: Nemocnica (Krankenhaus) – Zumberg – Cintorín Cajla (Friedhof Cajla) – Dr. Bokesa – L. Novomeského – Amfiteáter (Amphitheater) – Gen. Pekníka – Sídlisko Muškát (Wohnsiedlung Muškát) – Šenkvická – Trnavská – Radničné námestie (Rathausplatz) – Železničná stanica (Bahnhof)
C Linie 3: Železničná stanica (Bahnhof) – Radničné námestie (Rathausplatz) – Trhovisko (Markt) – ZŠ Kupeckého (Grundschule Kupeckého) – Suvorovova – Sídlisko Sever (Wohnsiedlung Sever) – Panský chodník, Žarnovických – Kutuzovova – Nemocnica (Krankenhaus) – Pod priehradou (Unter dem Damm) – Kučišdorfská dolina (Kučišdorf-Tal)
C Linie 33: Kučišdorfská dolina (Kučišdorf-Tal) – Pod priehradou (Unter dem Damm) – Nemocnica (Krankenhaus) – Kutuzovova – Panský chodník, Žarnovických – Sídlisko Sever (Wohnsiedlung Sever) – Suvorovova – ZŠ Kupeckého (Grundschule Kupeckého) – Trhovisko (Markt) – Radničné námestie (Rathausplatz) – Železničná stanica (Bahnhof)
D Linie 4: Železničná stanica (Bahnhof) – Radničné námestie (Rathausplatz) – Trhovisko (Markt) – ZŠ Kupeckého (Grundschule Kupeckého) – Suvorovova – Sídlisko Sever (Wohnsiedlung Sever) – Suvorovova – ZŠ Kupeckého – Majakovského – Komenského – Komenského ZOS – Fándlyho – Jesenského – Železničná stanica (Bahnhof)
D Linie 44: Železničná stanica (Bahnhof) – Radničné námestie (Rathausplatz) – Trhovisko (Markt) – ZŠ Kupeckého (Grundschule Kupeckého) – Suvorovova – Sídlisko Sever (Wohnsiedlung Sever) – Suvorovova – ZŠ Kupeckého – Majakovského – Okružná LIDL – Sídlisko Juh (Wohnsiedlung Juh) – Fándlyho – Jesenského – Železničná stanica (Bahnhof)

## Fahrzeuge
Bis zum Dezember 2005 bedienten Busse des Typs Karosa C 734 den öffentlichen Personennahverkehr in Pezinok; seit der Wiedereinführung des ÖPNV am 12. Dezember 2021 fahren die Busse Irisbus Crossway LE 12M. Drei CNG Iveco SOR IBNG 9.5 Busse sind seit dem 8. Januar 2024 im Einsatz. Die Stadt verfügt außerdem über einen Ersatzbus mit Dieselantrieb.

## Tarif
Bis Ende Februar 2024 waren die Busfahrten in Pezinok kostenlos. Ab März 2024 betrug der Fahrpreis 0,50 €; ein Tagesticket kostete 1 €. Kinder unter 6 Jahren und Rentner fuhren weiterhin kostenlos. Der Studententarif betrug nach Vorlage eines Studenten- oder ISIC-Ausweises 0,30 €. Seit dem 1. Januar 2025 ist die Fahrt wieder kostenlos.